# Laure Obelink
Laure Obelink est une joueuse néerlandaise de volley-ball née le 22 mars 1988 à Zeewolde. Elle mesure 1,83 m et joue au poste de réceptionneuse-attaquante. 

## Clubs
| Club                    | De        | À         |
| ----------------------- | --------- | --------- |
| Orion Doetinchem        | 2005-2006 | 2008-2009 |
| Longa '59 Lichtenvoorde | 2009-2010 | 2009-2010 |
| Sliedrecht Sport        | 2010-2011 | 2010-2011 |
| Pollux Oldenzaal        | 2011-2012 | 2011-2012 |
| Dynamo Apeldoorn        | 2012-2013 | 2012-2013 |
| VV Alterno              | 2015-2016 | 2015-2016 |
| Dynamo Apeldoorn        | 2016-2017 | ...       |